# Tryonia gilae
Tryonia gilae är en snäckart som beskrevs av Taylor 1987. Tryonia gilae ingår i släktet Tryonia och familjen tusensnäckor. IUCN kategoriserar arten globalt som otillräckligt studerad. Inga underarter finns listade i Catalogue of Life.